# V1135 Геркулеса
V1135 Геркулеса (лат. V1135 Herculis) — двойная затменная переменная звезда типа Алголя (EA) в созвездии Геркулеса на расстоянии (вычисленном из значения параллакса) приблизительно 11037 световых лет (около 3384 парсек) от Солнца. Видимая звёздная величина звезды — от +13,05m до +12,55m. Орбитальный период — около 40 суток.
Открыта Куно Хофмейстером в 1949 году и Антоном Валентиновичем Хрусловым в 2008 году*.

## Характеристики
Первый компонент — жёлто-белая пульсирующая переменная звезда типа BL Геркулеса (CWB) спектрального класса F. Эффективная температура — около 6025 K.